# 华电（北京）热电有限公司
华电（北京）热电有限公司是一家中国国有独资公司，在原中国华电集团公司北京第二热电厂的基础上成立。

## 历史

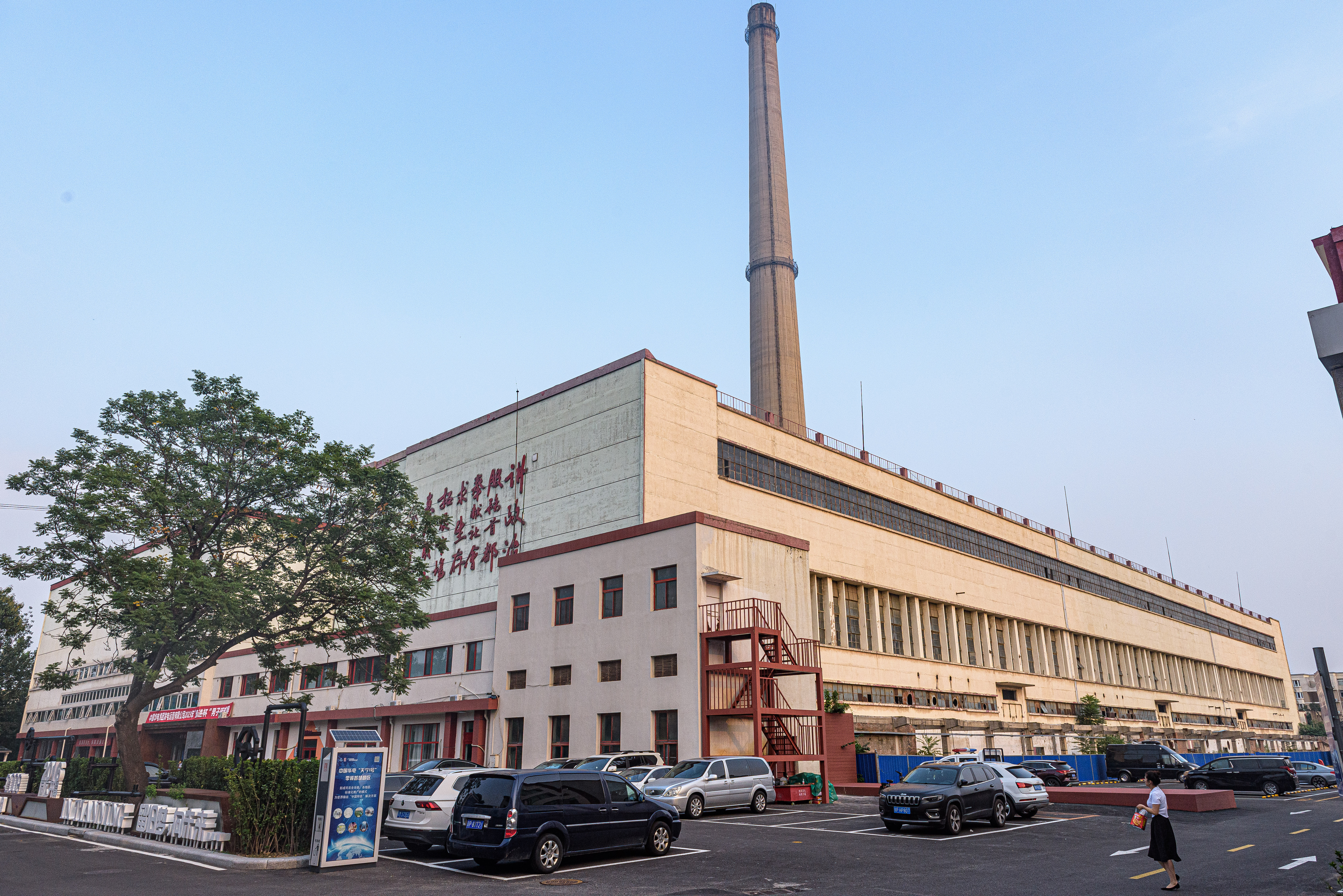
已改为天宁1号文化科技创新园的原北京第二热电厂

该公司是以原中国华电集团公司北京第二热电厂的全部资产为基础，于2004年12月15日改制成立的国有独资公司，为中国华电集团公司的全资子公司。该公司位于北京市西城区西二环西侧，天宁寺西面，天宁寺前街上，负责长安街、前门大街沿线的中南海、人民大会堂、毛主席纪念堂、部分中央部委、中共北京市委、北京市人民政府等在内的中央及北京市各重要部门以及50多万北京居民的冬季采暖，总供热面积达到1200余万平方米。
北京第二热电厂于1972年筹建，1976年开工建设。1977年底，首台汽轮发电机组建成，并网发电。1980年，北京第二热电厂全部建成。在国企改制中，北京第二热电厂也逐步转换企业经营机制，采取“一业为主，多种经营”的方针，成立了多种经营的多家实业公司。2004年，北京第二热电厂改制成立华电（北京）热电有限公司。
2005年8月，北京第二热电厂被列入国家发改委公布的2010年前第一批火电机组关停计划之中，北京市为此提出用郑常庄燃气热电厂取而代之的规划，郑常庄热电厂工程于2005年12月22日获批，2006年3月25日开工，该厂采用2台25万千瓦的天然气发电机组，两套联合循环机组分别于2008年4月12日和5月14日通过96小时满负荷试运。2008年6月30日，位于丰台区西四环中路82号的郑常庄燃气热电厂正式转入商业运行。
2009年8月5日，华电北热天宁寺厂区4台50兆瓦燃油机组正式关停，截至当时已累计供热1.32亿百万千焦，发电286.5亿千瓦时。天宁寺厂区2016年改为天宁1号文化科技创新园，但产权仍属于华电集团，运营方为中国华电集团发电运营有限公司与华电（北京）热电有限公司共同持股的北京天宁华韵文化科技有限公司。